# Episodi de Il caos dopo di te
La prima e unica stagione della serie televisiva Il caos dopo di te, composta da 8 episodi, è stata interamente pubblicata il 11 dicembre 2020 su Netflix.
| n° | Titolo Originale          | Titolo Italiano     | Pubblicazione    |
| -- | ------------------------- | ------------------- | ---------------- |
| 1  | En la boca del lobo       | Nella tana del lupo | 11 dicembre 2020 |
| 2  | Lo saben                  | Lo sanno            | 11 dicembre 2020 |
| 3  | Cuenta hasta tres         | Conta fino a tre    | 11 dicembre 2020 |
| 4  | Caída en picado           | Colare a picco      | 11 dicembre 2020 |
| 5  | El lugar secreto          | Il luogo segreto    | 11 dicembre 2020 |
| 6  | Lo que no quiso ver en ti | Il tuo lato oscuro  | 11 dicembre 2020 |
| 7  | La tercera víctima        | La terza vittima    | 11 dicembre 2020 |
| 8  | El desorden que dejas     | Il caos dopo di te  | 11 dicembre 2020 |